# Johann Schreck
Johann Schreck (aussi connu sous Terrenz, Terrentius Constantiensis, Deng Yuhan Hanpo ou Deng Zhen Lohan) (Bingen (Bade-Wurtemberg), 1576-Pékin, 11 mai 1630) est un missionnaire jésuite et polymathe allemand.

## Biographie
Il fait des études de médecine à Fribourg, à Altdorf (1590) et à Padoue (1603) puis entre à l'Académie dei Lincei où il devient l'ami de Galilée.
Il effectue des travaux de botanique avant de décider de s'enrôler dans la campagne de Chine lancée par Nicolas Trigault. Il part ainsi de Lisbonne en avril 1618 et arrive à Goa où il mène des recherches botaniques. Il atteint Macao en juillet 1619 puis Hangzhou en 1621 et enfin Pékin en 1623 où il va travailler avec le jésuite Adam Schall von Bell à la réforme du calendrier chinois.

## Œuvres
On lui doit de nombreuses traductions d'ouvrages chinois sur les mathématiques, l'ingénierie, la médecine et l'astronomie.

## Iconographie
On ne connaît pas de portrait attesté de Johann Schreck. Cependant Pierre Paul Rubens a dessiné en 1617 trois portraits de missionnaires en partance pour la Chine dont l'un est celui de Nicolas Trigault. Il est bien possible que le portrait "Jésuite en costume chinois" déposé au musée Pierpont-Morgan Library de New-York soit celui de Johann Schreck.